# کلودولدو پائولینیو دی لیما
کلودولدو پائولینیو دی لیما (به پرتغالی: Clodoaldo Paulino de Lima) مهاجم & هافبک اهل برزیل است که در شهر پائولینیا و در تاریخ ۲۵ نوامبر ۱۹۷۸ به دنیا آمده‌است.
کلودولدو پائولینیو دی لیما در تیم‌های فوتبال Guaçuano-SP سابقهٔ حضور دارد.